# 피에로 인카피에
피에로 마르틴 인카피에 레이나(스페인어: Piero Martín Hincapié Reyna, 2002년 1월 9일 ~ )는 에콰도르의 축구 선수로 현재 바이어 레버쿠젠에서 센터백으로 뛰고 있다.